# Château de Layé
Le château de Layé est situé sur la commune de Vinzelles en Saône-et-Loire, à flanc de pente, dominant le village.

## Description

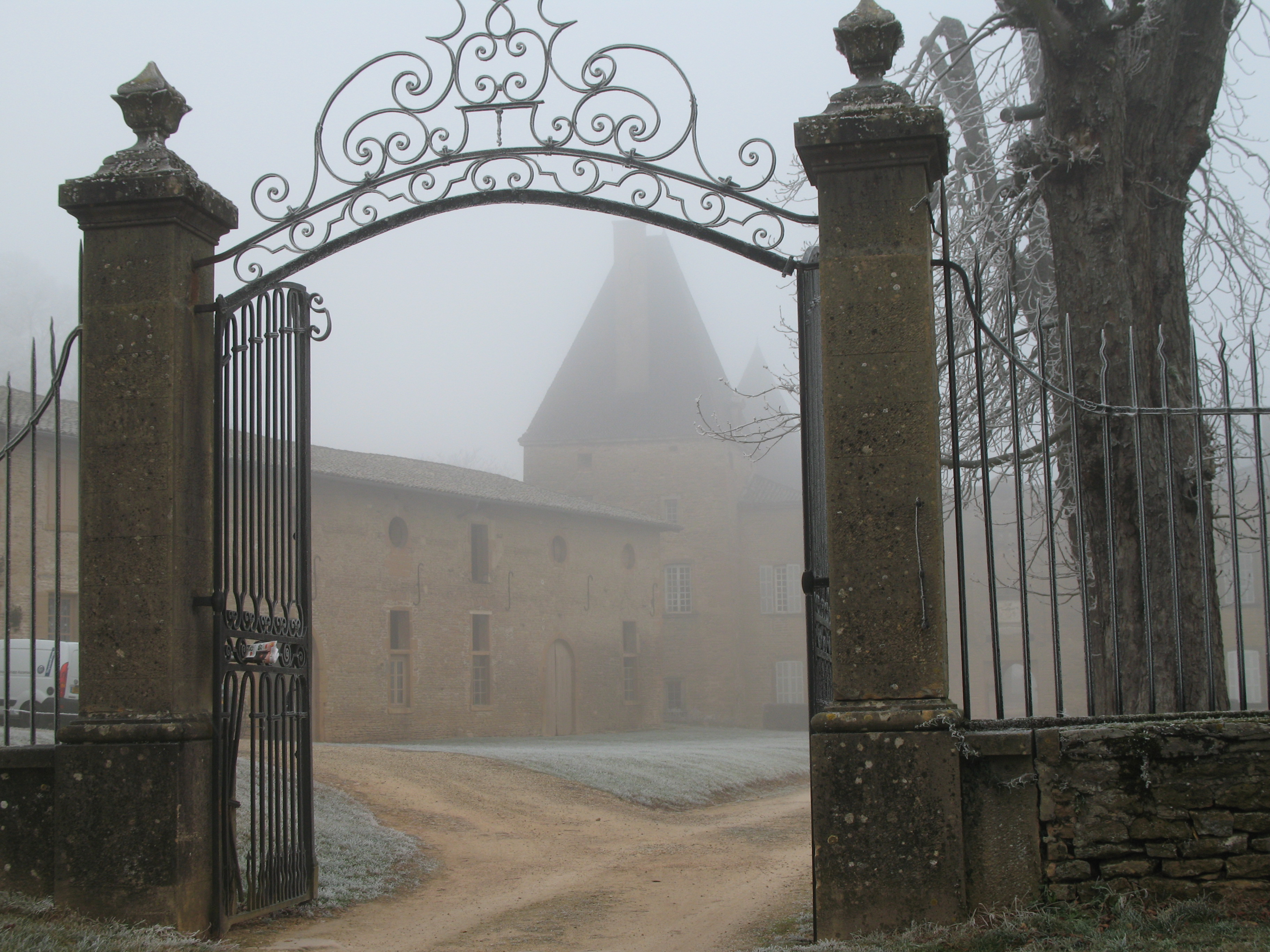
Château de Layé
Entrée sud

La construction consiste en un vaste bâtiment de plan rectangulaire formé de trois corps de logis et d'une muraille entourant une cour et cantonnée de grosses tours carrées fortement saillantes, percées de canonnières, dont les toits en pavillon très élevés, en tuiles plates, contrastent avec ceux, très bas, à deux pentes, en tuiles creuses, des logis. Dans les angles qu'elles forment à l'extérieur avec les murailles, se trouvent de petits pavillons de dimensions diverses, qui existaient peut-être aussi à l'est où les travaux du XIXe siècle ont modifié l'ordonnance des bâtiments. Dans la cour sud-ouest, une salle voûtée sur croisée d'ogives a sans doute appartenu à la construction primitive. On pénètre dans l'enceinte par deux portes charretières en plein cintre dans un encadrement rectangulaire. Les piédroits en sont prolongés par des pilastres en bossage en table, portant, au niveau de la toiture, un fronton avec oculus. L'encadrement de la porte sud est en bossage sculpté de motifs végétaux stylisés. Il est surmonté d'un cartouche à ailerons aux armoiries du comte de Grille, couronné d'un fronton brisé et d'une bretèche sur console, munie d'archères, qui date du XIXe siècle. Une fenêtre à balconnet à encadrement rectangulaire et un fronton dans le tympan duquel apparaît un buste masculin en ronde bosse, occupent l'espace compris entre les deux pilastres.

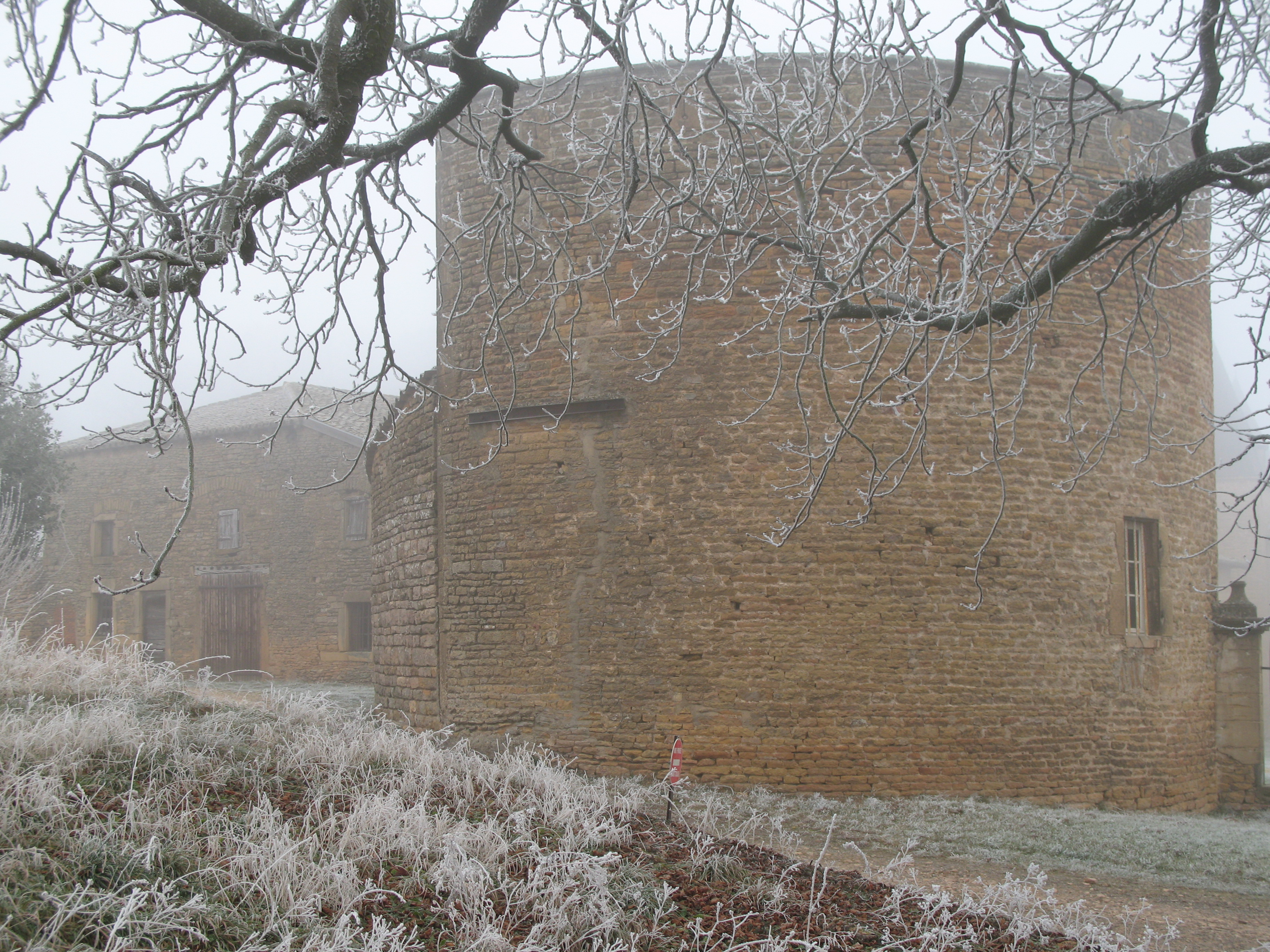
Château de LayéGrosse tour ronde à l'entrée sud

Le corps de logis principal forme le côté est du quadrilatère. La porte qui y donne accès sur la cour s'ouvre entre deux piles toscanes portant un entablement à triglyphes et un fronton cintré percé d'un oculus ovale. À l'est, il est précédé d'un perron à double montée convergente à rampes de fer forgé et une balustrade le couronne.
Les ailes nord et sud comportent chacune au rez-de-chaussée une galerie ouverte de trois travées à arcades en plein cintre. Elles sont éclairées à l'étage par des fenêtres à frontons triangulaires et des oculus.
Le château, qui est cerné de fossés sur trois côtés, est précédé au sud d'une cour, défendue par deux tours très restaurées, que traversait jadis une longue allée de marronniers. Au nord, une seconde cour fermée par une porte charretière sans couronnement et bordée par une grange abritant des pressoirs du XVIIIe siècle, le sépare du vieux château de Vinzelles.
Le château, propriété privée, se visite aux mois de juillet et août et durant les journées du patrimoine.
Avec le château de Vinzelles, il fait l’objet d’une inscription au titre des monuments historiques depuis le 29 octobre 2003.

## Historique

Blason aux armes des Rochechouart.

- XIIIe siècle : la famille de Layé construit un château.
- fin XIVe siècle : Joceran de Vinzelles, dont la famille avait possédé le château de Vinzelles situé à quelques dizaines de mètres de celui-ci, est propriétaire des lieux.
- 1415 : Gauthier de Vaux acquiert le château.
- 1417 : un différend oppose Gauthier de Vaux et Humbert de Saint-Amour, seigneur de Vinzelles, qui prétend contraindre les hommes de Layé à faire guet et garde dans son château.
- Fin du XVe siècle : le fief échoit à la famille de L'Aubespin.
- 1545 : la famille précédente vend le domaine à Claude (Ier) (de) Bullion[3], marchand de Mâcon, qui sera suivi par son fils Claude/Jean (II) (de) Bullion, secrétaire du roi en 1564. Ce dernier est à son tour suivi dans la 2e moitié du XVIe siècle par ses fils Jean (III) (aussi seigneur de Sennecé) et Claude (II) (aussi sgr. de Tramayes)
- 1640 : à la mort du fils de Jean (III), Claude (III), surintendant des finances et proche collaborateur de Richelieu, et qui partageait la seigneurie avec son neveu Pierre de Bullion, fils de Claude (II), le château a été reconstruit.
- 1647 : par le mariage de Louise de Bullion, fille de Pierre, avec Jean-Léonor de Rochechouart-Mortemart, marquis de Montpipeau, la terre passe aux Rochechouart de Montpipeau .
- 1688 : la propriété est vendue à Emmanuel Chesnard, écuyer, secrétaire du roi.
- 1696 : le précédent fonde une chapelle en son château.
- 1796 : le bien, qui appartient alors à Pierre-Élisabeth Chesnard de Layé, est saisi et connaît le même sort que le château de Vinzelles.
- vers 1850 : après qu'un incendie a ravagé les logis, Humbert, comte de Grille, les fait rebâtir.
- 1899 : achat du domaine par le comte de Dormy de Thoisy.
- Époque moderne : le domaine appartient à la famille Benoist de Lostende.